# Jens Wissel
Jens Wissel (* 1968) ist ein deutscher Politikwissenschaftler.

## Leben
Wissel studierte Politikwissenschaft sowie Soziologie und Philosophie an der Johann Wolfgang Goethe-Universität Frankfurt am Main. Im Jahre 1998 beendete er sein Studium als Diplom-Politikwissenschaftler. Von 2002 bis 2006 war er als wissenschaftlicher Mitarbeiter an der Frankfurter Universität tätig. 2006 wurde Jens Wissel bei Joachim Hirsch, Bob Jessop und Alex Demirović zur Aktualität der Staatstheorie von Nicos Poulantzas promoviert. In seiner Dissertation entwickelt Wissel – in Anschluss an Poulantzas Konzept der inneren Bourgeoisie sowie des Blocks an der Macht – den Gedanken des transnationalisierten Machtblocks und beschäftigte sich mit der Transnationalisierung von Klassenverhältnissen. Als empirisches Beispiel zur Untermauerung seiner Thesen führte Wissel die Welthandelsorganisation an. In den Jahren 2007 bis 2009 war Wissel u. a. an Universitäten Marburg und Wien als Lehrbeauftragter tätig.
Im Sommersemester 2012 trat Wissel eine Vertretungsprofessur für Internationale Beziehungen an der Justus-Liebig-Universität Gießen an.
Seit dem 1. November 2013 war Wissel als wissenschaftlicher Mitarbeiter im Fachbereich Gesellschaftswissenschaften an der Universität Kassel bis zum Februar 2015 tätig. Seit dem 1. Oktober 2017 ist er Professor für Sozialpolitik mit dem Schwerpunkt Arbeit an der Frankfurt University of Applied Sciences.
Zusammen mit Sonja Buckel und John Kannankulam forschte Wissel zur Transnationalisierung des Staates im Prozess der Entstehung einer gemeinsamen Europäischen Migrationskontrollpolitik.
Wissel ist Mitglied der Assoziation für kritische Gesellschaftsforschung. Zur Bundestagswahl 2025 rief Wissel zur Wahl der Partei Die Linke auf.

## Veröffentlichungen (Auswahl)
Autor
- Die Transnationalisierung von Herrschaftsverhältnissen. Zur Aktualität von Nicos Poulantzas Staatstheorie. Baden-Baden 2007, ISBN 978-3-8329-2689-2.
- Staatsprojekt Europa. Grundzüge einer materialistischen Theorie der Europäischen Union. Münster 2015, ISBN 978-3-89691-859-8.

Herausgeber
- mit Joachim Hirsch und John Kannankulam: Der Staat der Bürgerlichen Gesellschaft: Zum Staatsverständnis von Karl Marx. Baden-Baden 2008
- mit Stefanie Wöhl: Staatstheorie vor neuen Herausforderungen – Analyse und Kritik. Münster 2008.
- mit der Forschungsgruppe ›Staatsprojekt Europa‹: Kämpfe um Migrationspolitik. Theorie, Methode und Analysen kritischer Europaforschung. Bielefeld 2014.
- mit Dirk Martin und Susanne Martin: Perspektiven und Konstellationen kritischer Theorie. Münster 2015.
- mit Daniel Keil: Staatsprojekt Europa. Eine staatstheoretische Perspektive auf die europäische Union. Baden-Baden 2019.